# David Suchet
David Suchet (født 2. maj 1946) er en britisk karakterskuespiller. Han er især kendt for sin tv-rolle som Agatha Christies lille belgiske og excentriske detektiv, Hercule Poirot i Agatha Christie's Poirot.
David Suchet er i serien om Poirot meget omhyggelig med i adfærd og påklædning at være tro mod Christies beskrivelse af sin detektiv. Suchet har fortalt, at han forberedte sig på rollen ved at gennemlæse samtlige romaner og noveller om Poirot og nedskrev alt af interesse. Notaterne lå fremme, hver gang han øvede sig på rollen, således at han kunne kopiere hver detalje i Christies beskrivelse af sin detektiv. 
Sideløbende med sin film- og tv-karriere, der bl.a. tæller film og serier som The way we live now, Executive Decision, Seesaw, Solomon, The In-Laws og Live from Baghdad, optræder Suchet også på teatret. Hans fremførelser tæller bl.a. flere Shakespeare-roller samt roller i Amadeus (Salieri), Who's afraid of Virginia Woolf? (George), Man and boy og senest (2007) i The Last Confession (Cardinal Benelli). Suchet er også kendt for sin medvirken i radio-dramaer og som fortæller i flere engelske audio-bøger baseret på Agatha Christies romaner og noveller om Poirot.